# Heinsdorfergrund
Heinsdorfergrund ist eine kreisangehörige Gemeinde im sächsischen Vogtlandkreis.

## Geografie

### Nachbarorte
| Stadt Reichenbach im Vogtlandkreis | Gemeinde Neumark im Vogtlandkreis           | Gemeinde Lichtentanne im Landkreis Zwickau |
|                                    | Kompassrose, die auf Nachbargemeinden zeigt | Gemeinde Hirschfeld im Landkreis Zwickau   |
|                                    | Stadt Lengenfeld im Vogtlandkreis           |                                            |

Die Gemeinde befindet sich geografisch circa 50 Kilometer südwestlich von Chemnitz.

### Gemeindegliederung
Zu Heinsdorfergrund gehören die Orte Hauptmannsgrün, Oberheinsdorf und Unterheinsdorf.

## Geschichte
Das Waldhufendorf Heinsdorf wurde 1323 als Heinrichesdorf erstmals urkundlich erwähnt. Im Jahr 1460 wurden Villa Heynrichsdorf und Obirheinrichsdorff erstmals als zwei Orte urkundlich erwähnt. Das Waldhufendorf Hauptmannsgrün wurde erstmals 1367 in einem Privilegiertenbrief des Kaisers Karl IV. urkundlich erwähnt. Während Ober- und Unterheinsdorf bis ins 19. Jahrhundert als Teil der Herrschaft Mylau zum kursächsischen bzw. späteren königlich-sächsischen Amt Plauen im Vogtländischen Kreis gehörten, lag Hauptmannsgrün als fronpflichtiger Ort des Ritterguts Neumark im Amt Zwickau im Erzgebirgischen Kreis. 1856 wurden alle drei Orte dem Gerichtsamt Reichenbach und 1875 der Amtshauptmannschaft Plauen angegliedert. Durch die zweite Kreisreform in der DDR kamen die drei Orte des Heinsdorfer Grunds im Jahr 1952 zum Kreis Reichenbach im Bezirk Chemnitz (1953 in Bezirk Karl-Marx-Stadt umbenannt), der ab 1990 als sächsischer Landkreis Reichenbach fortgeführt wurde und 1996 im Vogtlandkreis aufging.
Die Gemeinde Heinsdorf wurde am 1. Januar 1994 aus den selbständigen Gemeinden Hauptmannsgrün, Ober- und Unterheinsdorf gebildet, die weiterhin als Gemeindeteile fungieren. Am 1. Juni 1994 erfolgte die Umbenennung in Heinsdorfergrund.

### Einwohnerentwicklung
Einwohnerzahl am Vortag der Zusammenlegung:
- Hauptmannsgrün: 601 Ew. auf 705 ha Fläche
- Oberheinsdorf: 382 Ew. auf 787 ha
- Unterheinsdorf 877 Ew. auf 704 ha

Entwicklung der Einwohnerzahl (31. Dezember):
| - 1998: 2.365 - 1999: 2.352 - 2000: 2.359 - 2001: 2.384 | - 2002: 2.386 - 2003: 2.378 - 2004: 2.334 - 2007: 2.271 | - 2008: 2.254 - 2012: 2.123 - 2013: 2.087 |

 Datenquelle: Statistisches Landesamt Sachsen

### Religionen
Unterheinsdorf ist kirchlich in die Evangelisch-lutherische Kirchgemeinde Reichenbach in der Ephorie (Kirchenbezirk) Plauen gepfarrt. 1964 wurde für Gottesdienste im Ort die „Kreuzkapelle“ in der stillgelegten Lohnweberei Rockstroh eingerichtet. Oberheinsdorf und Hauptmannsgrün gehören zum Evangelisch-lutherischen Kirchspiel Waldkirchen/Irfersgrün in der Ephorie Auerbach.
Die Evangelisch-methodistische Kirche ist seit 1946 in Unterheinsdorf aktiv. Seit 1967 wird hinter der Feuerwehr von Unterheinsdorf die „Christuskapelle“ für Gottesdienste genutzt.

## Politik

### Gemeinderat
Seit der Gemeinderatswahl am 9. Juni 2024 verteilen sich die 12 Sitze des Gemeinderates folgendermaßen auf die einzelnen Gruppierungen:
- Freie Wählergemeinschaft Heinsdorfergrund (FW): 8 Sitze
- CDU - Offene Liste: 3 Sitze

| Gemeinderat ab 2024Insgesamt 12 Sitze - FW: 9 - CDU - Offene Liste: 3 | Wahlvorschlag      | 2024   | 2024   | 2019   | 2019   | 2014   | 2014   |
| Gemeinderat ab 2024Insgesamt 12 Sitze - FW: 9 - CDU - Offene Liste: 3 | Wahlvorschlag      | Sitze  | in %   | Sitze  | in %   | Sitze  | in %   |
| Gemeinderat ab 2024Insgesamt 12 Sitze - FW: 9 - CDU - Offene Liste: 3 | FW                 | 9      | 73,0   | 8      | 58,7   | 9      | 76,2   |
| Gemeinderat ab 2024Insgesamt 12 Sitze - FW: 9 - CDU - Offene Liste: 3 | CDU - Offene Liste | 3      | 27,0   | 3      | 28,3   | –      | –      |
| Gemeinderat ab 2024Insgesamt 12 Sitze - FW: 9 - CDU - Offene Liste: 3 | AfD                | –      | –      | 1      | 13,0   | –      | –      |
| Gemeinderat ab 2024Insgesamt 12 Sitze - FW: 9 - CDU - Offene Liste: 3 | OL HDG             | –      | –      | –      | –      | 3      | 23,8   |
| Gemeinderat ab 2024Insgesamt 12 Sitze - FW: 9 - CDU - Offene Liste: 3 | Wahlbeteiligung    | 71,4 % | 71,4 % | 66,0 % | 66,0 % | 56,1 % | 56,1 % |

### Bürgermeister
Bürgermeister der Gemeinde Heinsdorfergrund ist Marion Dick. Sie wurde erstmals 2013 gewählt.
| Wahl | Bürgermeister  | Vorschlag          | Wahlergebnis (in %) |
| ---- | -------------- | ------------------ | ------------------- |
| 2020 | Marion Dick    | CDU – Offene Liste | 98,8                |
| 2013 | Marion Dick    | CDU – Offene Liste | 99,4                |
| 2011 | Reiner Löffler | Löffler            | 96,8                |
| 2004 | Reiner Löffler | Löffler            | 98,4                |
| 2001 | Horst Kunzmann | FW                 | 97,4                |

## Kultur und Sehenswürdigkeiten
- Museumsanlage der Rollbockbahn in Oberheinsdorf

### Naturschutz
- Siehe auch: Liste der Naturdenkmale in Heinsdorfergrund

## Wirtschaft und Infrastruktur

### Verkehr
Von 1902 bis 1962 verkehrte bis Oberheinsdorf eine Schmalspurbahn. Die als Rollbockbahn bekannt gewordene Strecke begann in Reichenbach und war vor allem als Anschlussbahn für die im Heinsdorfer Grund ansässige Industrie erbaut wurden, diente aber auch dem öffentlichen Personenverkehr.
Heinsdorfergrund ist über die PlusBus-Linie 80 des Verkehrsverbunds Vogtland im Stundentakt mit Reichenbach und Netzschkau verbunden. Diese Linie nimmt am Postplatz in Reichenbach am Rendezvous-System teil und bietet Anschlüsse in die ganze Stadt. In Netzschkau wird abwechselnd auf die Linie 83 nach Treuen und die Linie 84 nach Elsterberg durchgebunden.

### Ansässige Unternehmen
In den Jahren 1991/92 erfolgte auf Unterheinsdorfer Flur die Erschließung des Gewerbegebiets „Kaltes Feld“ an der Bundesstraße 94 nahe der A72-Abfahrt „Reichenbach“. Bis 1993 siedelten sich dort 10 Gewerbetreibende mit 188 Beschäftigten an. 1996 gründeten die Stadt Reichenbach im Vogtland und die Gemeinde Heinsdorfergrund einen Planungszweckverband „Industrie- und Gewerbegebiet Autobahnanschlußstelle Reichenbach / Vogtl.“, kurz PIA. Nach einer schrittweisen Erweiterung wurde die Nutzung auch auf Lengenfelder Flur notwendig. Die Stadt Lengenfeld (Vogtland) ist seit 2009 Mitglied im Zweckverband. Die in Unterheinsdorf ansässige Schmiede und Stanzerei der RENAK-Werke Reichenbach wurde 1992 von der Firma „Wackershauser Umformtechnik GmbH“ übernommen und die Produktion fortgesetzt. Ebenfalls 1992 begann die Firma „UFT Produktion GmbH“ im Osten des Orts mit der Produktion. Im Ort gibt es zahlreiche Handwerksbetriebe.

## Öffentliche Gebäude
- Gemeindeverwaltung in Oberheinsdorf (Ehemaliger Bahnhof Oberheinsdorf)
- Gemeindezentrum in Oberheinsdorf
- Grundschule in Hauptmannsgrün
- Sporthalle in Unterheinsdorf

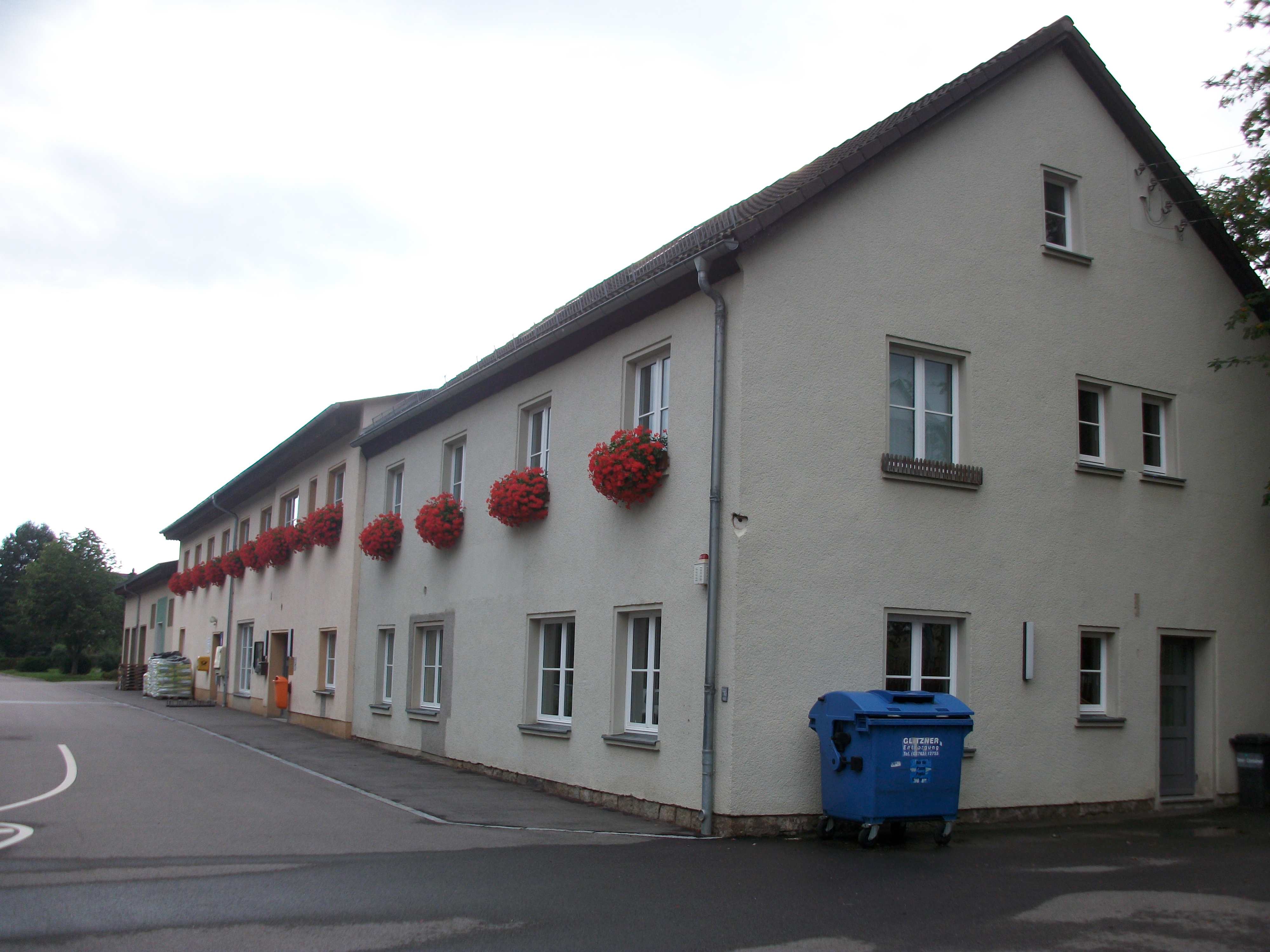
Ehemaliger Bahnhof Oberheinsdorf, heute Gemeindeverwaltung von Heinsdorfergrund (2017)
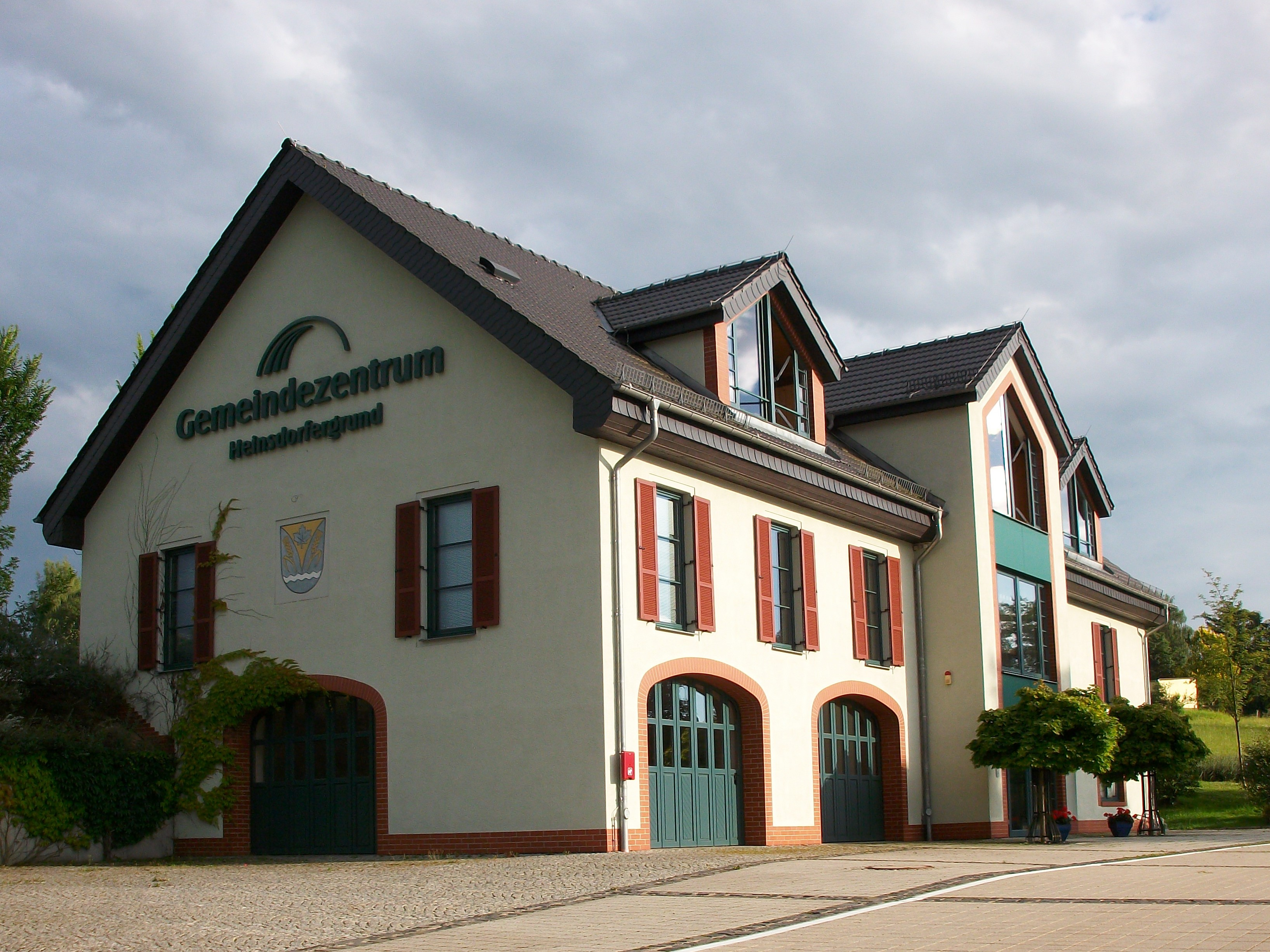
Oberheinsdorf, Gemeindezentrum Heinsdorfergrund
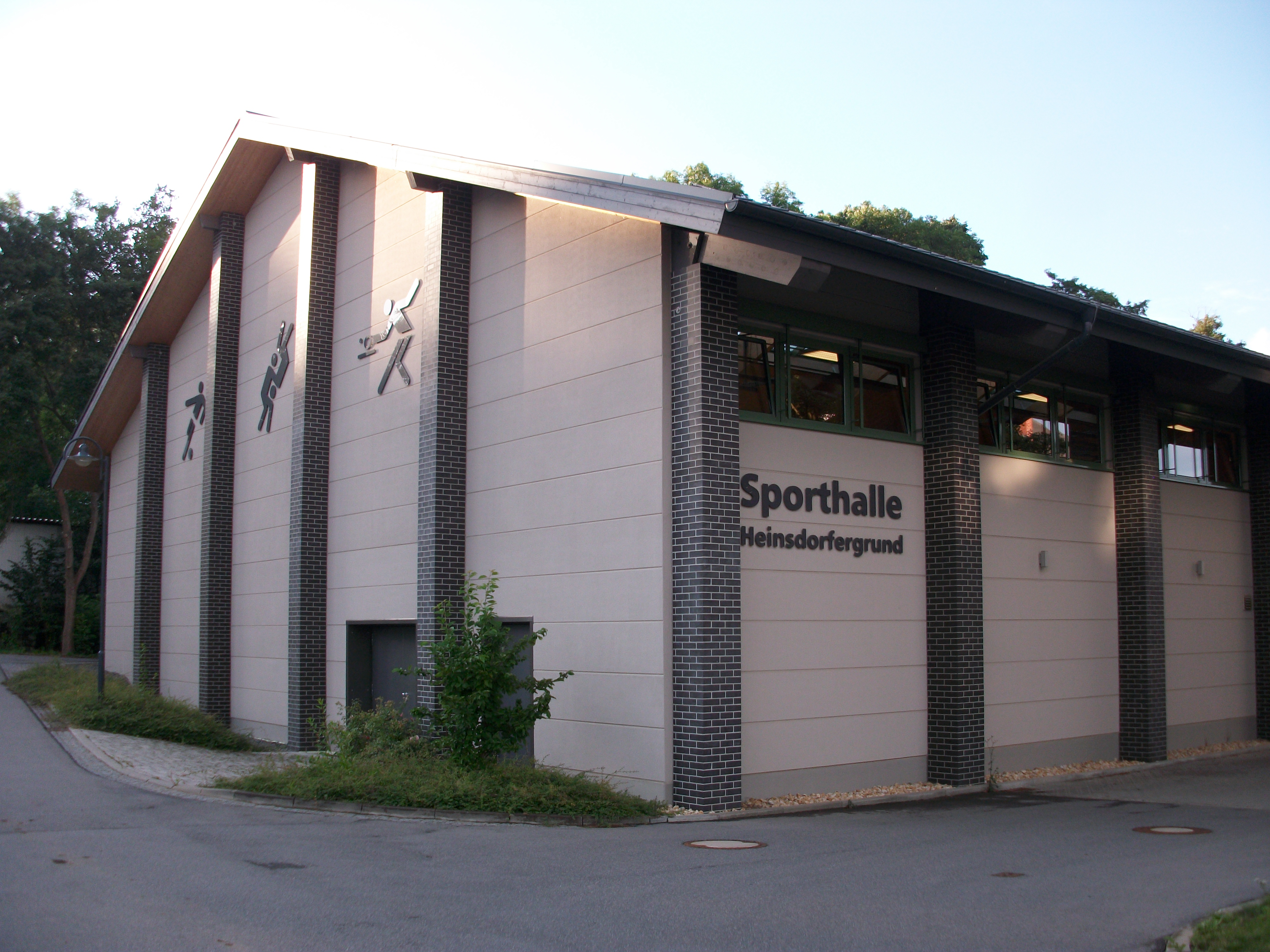
Unterheinsdorf, Sporthalle Heinsdorfergrund

## Persönlichkeiten
- Alfred Dedo Müller (* 12. Januar 1890 in Hauptmannsgrün; † 4. August 1972 in Leipzig) war ein evangelisch-lutherischer Theologe und Hochschullehrer für Praktische Theologie